# Nickulina (potok)
Nickulina – potok w Beskidzie Żywieckim, prawy dopływ rzeki Soły, o długości 6,92 km i powierzchni zlewni 11,64 km². W górnym biegu do ujścia Potoku pod Jawory nosi nazwę Potok za Kopce.
Źródło Nickuliny znajduje się w rejonie hali Cukiernica Wyżna na zachodnich stokach Redykalnego Wierchu. Spływa w południowo-zachodnim kierunku, blisko ujścia zakręcając na północny zachód. Uchodzi do Soły w miejscowości Rajcza na wysokości około 490 m. Żywiecki wójt Andrzej Komoniecki na początku XVIII w. w swym Dziejopisie Żywieckim pisał o niej: (...) Nickulina, a ta początek bierze od Rejdykalnego, co na Rajczą wychodzi niżej kościoła, a wpada do rzeki Soły.
Dolina Nickuliny oddziela grzbiet Suchej Góry od północno-zachodniego grzbietu Redykalnego Wierchu. Jest w dużym stopniu bezleśna, zajęta przez pola i zabudowania Rajczy należące do Nickulina.